# Primera División de Mali
La Primera División de Mali, también llamada Malian Première División en francés y Ligue 1 Orange Mali por razones de patrocinio, es la máxima división de fútbol en Mali, fue creada en 1960 y es organizada por la Federación Maliense de Fútbol. La liga es profesional desde la temporada 2004.

## Formato
Generalmente la liga se disputa desde noviembre a julio del siguiente año, cuenta con 16 equipos que se enfrentan entre sí, en un sistema de todos contra todos como local y visitante. En la temporada 2016 la liga se expandió a 20 clubes y fueron divididos en dos grupos de 10 equipos cada uno.
El equipo campeón y el subcampeón obtienen la clasificación a la Liga de Campeones de la CAF, mientras el tercero accede a la Copa Confederación de la CAF.

## Equipos temporada 2021-22

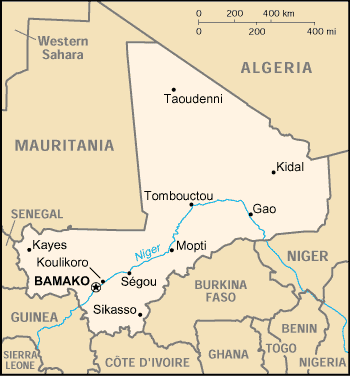
Mali.

| Club                      | Ciudad    | Estadio                              | Capacidad |
| ------------------------- | --------- | ------------------------------------ | --------- |
| Afrique Élite             | Bamako    | Stade Modibo Kéïta                   | 35,000    |
| AS Bakaridjan             | Ségou     | Stade Amari Daou                     | 30,000    |
| AS Black Stars            | Bamako    | Stade Modibo Kéïta                   | 35,000    |
| AS Douanes                | Sikasso   | Stade Babemba Traoré de Sikasso      | 30,000    |
| AS Korofina               | Bamako    | Stade Modibo Kéïta                   | 35,000    |
| AS Olympique de Messira   | Bamako    | Stade du 26 Mars                     | 50,000    |
| AS Police                 | Bamako    | Stade du 26 Mars                     | 50,000    |
| AS Real Bamako            | Bamako    | Stade Modibo Kéïta                   | 35,000    |
| CO Bamako                 | Bamako    | Stade Modibo Kéïta                   | 35,000    |
| CS Duguwolofila           | Koulikoro | Stade Mamadou Diarra H. de Koulikoro | 8,000     |
| Djoliba AC                | Bamako    | Stade du 26 Mars                     | 50,000    |
| LC Bamako                 | Bamako    | Stade Modibo Kéïta                   | 35,000    |
| Stade Malien              | Bamako    | Stade du 26 Mars                     | 50,000    |
| Onze Créateurs de Niaréla | Bamako    | Stade du 26 Mars                     | 50,000    |
| US Bougouba               | Bougouba  | Stade du 26 Mars                     | 50,000    |
| USC Kita                  | Kita      | Stade du 26 Mars                     | 50,000    |
| USFAS Bamako              | Bamako    | Stade Municipal de USFAS             | 5,000     |
| Yeelen Olympique          | Bamako    | Stade du 26 Mars                     | 50,000    |

## Palmarés
| Temporada | Campeón        | Subcampeón                 |
| --------- | -------------- | -------------------------- |
| 1966      | Djoliba AC     |                            |
| 1967      | Djoliba AC     |                            |
| 1968      | Djoliba AC     |                            |
| 1969      | AS Real Bamako |                            |
| 1970      | Stade Malien   |                            |
| 1971      | Djoliba AC     |                            |
| 1972      | Stade Malien   |                            |
| 1973      | Djoliba AC     |                            |
| 1974      | Djoliba AC     |                            |
| 1975      | Djoliba AC     |                            |
| 1976      | Djoliba AC     |                            |
| 1977      | No disputado   | No disputado               |
| 1978      | No disputado   | No disputado               |
| 1979      | Djoliba AC     |                            |
| 1980      | AS Real Bamako |                            |
| 1981      | AS Real Bamako |                            |
| 1982      | Djoliba AC     |                            |
| 1983      | AS Real Bamako |                            |
| 1984      | Stade Malien   |                            |
| 1985      | Djoliba AC     |                            |
| 1986      | AS Real Bamako |                            |
| 1987      | Stade Malien   |                            |
| 1988      | Djoliba AC     |                            |
| 1989      | Stade Malien   |                            |
| 1990      | Djoliba AC     |                            |
| 1991      | AS Real Bamako |                            |
| 1992      | Djoliba AC     |                            |
| 1993      | Stade Malien   |                            |
| 1994      | No disputado   | No disputado               |
| 1995      | Stade Malien   |                            |
| 1996      | Djoliba AC     |                            |
| 1997      | Djoliba AC     |                            |
| 1998      | Djoliba AC     | Centre Salif Keita         |
| 1999      | Djoliba AC     | USFAS Bamako               |
| 2000      | Stade Malien   | Djoliba AC                 |
| 2001      | Stade Malien   | Djoliba AC                 |
| 2002      | Stade Malien   | Djoliba AC                 |
| 2003      | Stade Malien   | Djoliba AC                 |
| 2004      | Djoliba AC     | Stade Malien               |
| 2005      | Stade Malien   | Cercle Olympique de Bamako |
| 2006      | Stade Malien   | Djoliba AC                 |
| 2007      | Stade Malien   | Djoliba AC                 |
| 2007–08   | Djoliba AC     | Stade Malien               |
| 2008–09   | Djoliba AC     | Cercle Olympique de Bamako |
| 2009–10   | Stade Malien   | Djoliba AC                 |
| 2010–11   | Stade Malien   | Djoliba AC                 |
| 2011–12   | Djoliba AC     | Stade Malien               |
| 2012–13   | Stade Malien   | AS Real Bamako             |
| 2013–14   | Stade Malien   | Cercle Olympique de Bamako |
| 2014–15   | Stade Malien   | Onze Créateurs de Niaréla  |
| 2016      | Stade Malien   | AS Real Bamako             |
| 2017      | No finalizado  | No finalizado              |
| 2018      | No disputado   | No disputado               |
| 2019–20   | Stade Malien   | Yeelen Olympique de Bamako |
| 2020–21   | Stade Malien   | Onze Créateurs de Niaréla  |
| 2021–22   | Djoliba AC     | AS Bakaridjan              |
| 2022–23   | AS Real Bamako | Djoliba AC                 |
| 2023–24   | Djoliba AC     | Stade Malien               |
| 2024–25   | Stade Malien   | Djoliba AC                 |

## Títulos por club
| Club           | Ciudad | Campeón | Años campeón |
| -------------- | ------ | ------- | --- |
| Djoliba AC     | Bamako | 24      | 1966, 1967, 1968, 1971, 1973, 1974, 1975, 1976, 1979, 1982, 1985, 1988, 1990, 1992, 1996, 1997, 1998, 1999, 2004, 2008, 2009, 2012, 2022, 2024 |
| Stade Malien   | Bamako | 23      | 1970, 1972, 1984, 1987, 1989, 1993, 1995, 2000, 2001, 2002, 2003, 2005, 2006, 2007, 2010, 2011, 2013, 2014, 2015, 2016, 2020, 2021, 2025       |
| AS Real Bamako | Bamako | 7       | 1969, 1980, 1981, 1983, 1986, 1991, 2023 |

## Goleadores
| Año     | Goleador/es                         | Equipo/s                             | Goles |
| 1998-99 | Soumaïla Touré                      | USFAS Bamako                         | 12    |
| 2000-01 | Mamadou Kanté                       | Stade Malien                         | 23    |
| 2002    | Soungalo Diakité                    | Stade Malien                         | 25    |
| 2002-03 | Ousmane Coulibaly                   | AS Nianan                            | 13    |
| 2004    | Mintou Doucouré                     | Centre Salif Keita                   | 14    |
| 2005    | Jacques Koffi N'Guessan             | AS Real Bamako                       | 18    |
| 2007    | Bakary Coulibaly                    | Stade Malien                         | 16    |
| 2008-09 | Ousmane Ben Goïta Mamadou Coulibaly | USFAS Bamako Stade Malien de Sikasso | 13    |

## Clasificación histórica
Tabla histórica de la Primera División de Malí desde el profesionalismo en la temporada 2004 hasta la terminada temporada 2019-20
| N.º | Club                    | Temp. | P.D. | P.G. | P.E. | P.P. | G.F. | G.C. | Puntos |
| --- | ----------------------- | ----- | ---- | ---- | ---- | ---- | ---- | ---- | ------ |
| 1.  | Stade Malien            | 356   | 14   | 251  | 64   | 41   | 636  | 189  | 817    |
| 2.  | Djoliba AC              | 338   | 13   | 205  | 95   | 38   | 558  | 205  | 710    |
| 3.  | Cercle Olympique Bamako | 334   | 13   | 174  | 80   | 80   | 455  | 269  | 602    |
| 4.  | AS Real Bamako          | 360   | 14   | 157  | 108  | 93   | 520  | 338  | 579    |
| 5.  | Centre Salif Keita      | 336   | 13   | 133  | 86   | 117  | 383  | 305  | 485    |
| 6.  | AS Bamako               | 334   | 13   | 111  | 95   | 128  | 343  | 353  | 428    |
| 7.  | USFAS Bamako            | 328   | 13   | 107  | 95   | 126  | 339  | 372  | 416    |
| 8.  | AS Bakaridjan           | 290   | 12   | 106  | 91   | 111  | 298  | 313  | 409    |
| 9.  | CS Duguwolofila         | 280   | 11   | 97   | 89   | 94   | 296  | 286  | 379    |
| 10. | Onze Créateurs Niaréla  | 252   | 10   | 94   | 69   | 89   | 298  | 282  | 351    |
| 11. | AS Nianan               | 280   | 11   | 84   | 60   | 136  | 247  | 365  | 312    |
| 12. | AS Korofina             | 190   | 7    | 68   | 51   | 69   | 196  | 186  | 255    |
| 13. | AS Police Bamako        | 152   | 7    | 49   | 54   | 71   | 172  | 214  | 201    |
| 14. | Jeanne d'Arc FC         | 138   | 5    | 53   | 28   | 57   | 146  | 157  | 187    |
| 15. | AS Olympique Messira    | 148   | 6    | 42   | 42   | 64   | 122  | 179  | 168    |
| 16. | AS Stade Malien         | 160   | 6    | 36   | 39   | 85   | 115  | 221  | 147    |
| 17. | AS Sigui                | 160   | 6    | 31   | 42   | 87   | 97   | 257  | 135    |
| 18. | AS Commune II           | 104   | 4    | 30   | 27   | 47   | 97   | 151  | 117    |
| 19. | Débo Club               | 100   | 4    | 18   | 26   | 56   | 78   | 144  | 80     |
| 20. | AS Tata National        | 78    | 3    | 13   | 27   | 38   | 58   | 109  | 66     |
| 21. | AS Biton                | 78    | 3    | 18   | 11   | 49   | 60   | 144  | 65     |
| 22. | Lafia Club Bamako       | 38    | 2    | 17   | 7    | 14   | 45   | 44   | 58     |
| 23. | USC Kita                | 38    | 2    | 15   | 12   | 11   | 32   | 25   | 57     |
| 24. | Mamahira AC             | 62    | 3    | 13   | 18   | 31   | 47   | 76   | 57     |
| 25. | Office Niger Sports     | 60    | 2    | 14   | 11   | 33   | 43   | 85   | 55     |
| 26. | AS Mandé                | 52    | 2    | 9    | 14   | 29   | 33   | 64   | 41     |
| 27. | Yeelen Olympique        | 20    | 1    | 12   | 3    | 5    | 39   | 22   | 39     |
| 28. | AS Sabana               | 58    | 3    | 7    | 13   | 38   | 38   | 104  | 34     |
| 29. | US Bougouni             | 36    | 2    | 7    | 6    | 23   | 23   | 55   | 27     |
| 30. | Sonni AC                | 22    | 1    | 6    | 8    | 8    | 19   | 25   | 26     |
| 31. | AS Black Stars          | 20    | 1    | 6    | 6    | 8    | 24   | 30   | 24     |
| 32. | AS Avenir               | 22    | 1    | 4    | 7    | 11   | 13   | 37   | 19     |
| 33. | AS Performance          | 22    | 1    | 3    | 7    | 12   | 19   | 34   | 16     |
| 34. | AS Moribabougou         | 26    | 1    | 3    | 4    | 19   | 17   | 46   | 13     |
| 35. | CAS Sévaré              | 26    | 1    | 2    | 5    | 19   | 13   | 50   | 11     |
| 36. | El Widj FC              | 30    | 1    | 2    | 5    | 23   | 24   | 63   | 11     |
| 37. | Atar Club               | 30    | 1    | 2    | 4    | 24   | 14   | 69   | 10     |
| 38. | Al Farouk Tombouctou    | 26    | 1    | 1    | 4    | 21   | 11   | 70   | 7      |